# Fidelis Morgan
Pour les articles homonymes, voir Morgan.
Fidelis Morgan, née le 8 août 1952 à Amesbury, dans le comté du Wiltshire, est une actrice, dramaturge et romancière britannique.

## Biographie
Fidelis Morgan est née dans une famille bohème qui a longtemps vécu dans une roulotte près de Stonehenge.
Passionnée de théâtre, elle fut actrice au sein de la Royal Shakespeare Company. Spécialiste des muses et actrices du XVIIIe siècle, elle a publié plusieurs essais sur les héroïnes charismatiques de cette période. 
Elle est aussi scénariste pour la BBC et pour Channel 4. 

## Filmographie

### Au cinéma
- 2010 : Never Let Me Go : Matron
- 2014 : Les Jardins du roi (A Little Chaos) : Anne

### À la télévision

#### Séries télévisées
- 1974 : The Liver Birds
- 1981 : Screenplay
- 1985 - 1998 : The Bill (quatre épisodes : Kate Ainsworth ; Dr. Winner ; Mrs. Evans ; Su Cronin)
- 1987 : Lizzie's Pictures (Julia Goddard)
- 1990 : Mr. Majeika (Bunty Brace-Girdle)
- 1991 : The Politician's Wife (Rachel Gold)
- 1991 : Jeeves and Wooster (Myrtle)
- 1995 : As Time Goes By (Dorcas)
- 1998 : Big Women (Rosalie)

#### Téléfilms
- 1998 : Dead Gorgeous
- 1996 : The Longest Memory (Mrs. Whitechapel)

## Œuvre

### Romans

#### SérieLady Anastasia Ashby de la Zouche
- My Dark Rosaleen (1994)
- Unnatural Fire (2000) Publié en français sous le titre L'Alchimiste assassiné, traduit par Denyse Beaulieu, Paris, Jean-Claude Lattès, 2003  (ISBN 2-7096-2242-4) ; réédition, Paris, Éditions du Masque, coll. « Labyrinthes » no 150, 2006  (ISBN 2-7024-3287-5)
- The Rival Queens (2001)  Publié en français sous le titre Les Reines rivales, traduit par Denyse Beaulieu, Paris, Jean-Claude Lattès, 2004  (ISBN 2-7096-2364-1) ; réédition, Paris, Éditions du Masque[2] coll. « Labyrinthes » no 157, 2007  (ISBN 978-2-7024-3329-4)
- The Ambitious Stepmother (2002)
- Fortune’s Slave (2004)

#### Autre roman
- The Murder Quadrille (2011)

### Recueil de nouvelles
- Triple Shorts (2011)

### Nouvelles
- The Actress & The Thief (1995)
- The Creep (1995)
- Dead At The Wheel (2001)
- Down and Dirty (2004)

### Théâtre
- Pamela (1985), en collaboration avec Giles Havergal
- Hangover Square (1990)
- Fragments From the Life of Marie Antoinette (1996)

### Essais
- The Female Wits (1981)
- A Woman of No Character (1986)
- Bluff Your Way in Theatre (1986)
- The Well Known Trouble-maker (1988)
- A Misogynist's Source Book (1989)
- Women Playwrights Of The Restoration (1991)
- The Female Tatler (1992)
- The Years Between (1994)
- Wicked! (1996)

### Autres ouvrages
- A Woman of No Character. An Autobiography of Mrs. Manley (1986)
- The Female Wits - Women Playwrights on the London Stage 1660–1720 (1989)
- Bluff Your Way in British Theatre (1990)